# 테크노모션
《테크노모션》(TechnoMotion)은 F2 시스템이 2000년에 개발한 댄스 게임이다. 댄스 댄스 레볼루션과 마찬가지로 플레이어는 게임 모니터 안에 있는 스크롤 화살표에 대응 발판을 눌러야 한다.

## 모드
테크노 모션은 서로 다른 3가지의 게임 플레이 모드가 있다.
- 십자 모드 : 댄스 댄스 레볼루션처럼 왼쪽, 아래, 위, 오른쪽 발판을 사용한다.
- 대각선 모드 : Pump It Up처럼 대각선 방향과 가운데 발판을 사용한다.
- 테크노 모션 모드 : 가운데 부분을 제외한 모든 발판을 사용한다.
- 더블 모드 : 이 모드는 양면을 사용하는데, 십자 모드(4개의 발판)과 대각선 모드(5개의 발판)만 선택 가능. 이는 16개의 발판이 아니거나 기능이 없다.

또한 게임을 하던 도중이라도 원하는 발판을 바꾸어 사용할 수 있다. 플레이어는 싱글 모드(1인용)나 대결 모드(2인용)를 선택할 수 있는 옵션이 있다.

### 난이도
난이도는 4가지가 있다. 각 난이도는 별도의 곡 리스트를 가지고 있으며, 각 패턴은 1개부터 12개까지의 작은 다이아몬드 아이콘이 있다.
- Easy : 초보자를 위한 모드. 난이도는 1부터 4까지이다.
- Normal : 중급자를 위한 모드. Easy보다 어려우며, 난이도는 5부터 7까지이다.
- Hard : 상급자를 위한 모드. Normal보다 어려우며, 난이도는 8부터 12까지이다.
- Double : 이 모드는 한 사람이 양면 모두 발판을 사용하는 전문가용 모드. 난이도는 3부터 12까지이다.

## 수록된 곡 (2nd Dance Floor 버전에도 포함)
이 게임의 수록된 곡중에 2nd Dance Floor에 수록된 오프스프링의 Staring At The Sun을 제외하고는 전부 다 가요가 수록되어 있다. 또한 몇 개의 곡은 댄스 댄스 레볼루션 3rd MIX Korean Version과 Pump It Up에도 각각 수록되었다.
곡들은 난이도에 따라 따로 나뉘어 있다.
- Easy : 18곡
- Normal : 18곡
- Hard : 16곡
- Double : 21곡

- Bump(범프) - NRG
- COC(씨오씨, Choice of Cinderella, 초이스 오브 신데렐라) - 권소영
- Cyber Lover(싸이버 러버) - 터보
- Dream(드림) - 현승민
- Emotion(이모션) - 유채영
- Flower(플라워) - 유채영
- Funky Tonight(펑키 투나잇) - 클론
- Get Up(갯 업) - 베이비 복스
- Killer(킬러) - 베이비 복스
- Loner(로너) - 티티마
- Love Story(러브 스토리) - See U
- Party Party(파티 파티) - 코요태
- Shadow(쉐도우) - NRG
- Starian(스타리안) - 듀크
- Staring At The Sun(스태링 앳 더 썬) - The Offspring(더 오프스프링) (국제 노래)
- Tell Me Tell Me(텔미 텔미) - S#ARP
- Win Win(윈 윈) - Bros(브로스)
- 가까이 - S#ARP
- 나는 쓰레기야 - N.EX.T
- 남자이야기 - 허니패밀리
- 또다른 진심 - 노바소닉
- 무정 - 채정안
- 바꿔 - 이정현
- 삐에로 - 이현도
- 실연 - 코요태
- 와! - 이정현
- 자유 - O-24
- 증오 - 노바소닉
- 초련 - 클론
- 회상 - 터보

총 30곡.

## 시뮬레이션
테크노 모션은 4개의 발판과 5개의 발판 모드가 스텝매니아로도 가상으로 꾸몄다. 이는 댄스 댄스 레볼루션 모드와 Pump It Up 모드 등 2가지가 있다.

## 게임 방식
대부분의 발판 게임과 마찬가지로, 테크노 모션의 게임 방식은 스크롤 객체(이 경우의 화살표)로 구성되었다. 플레이어가 이 게임을 하기 전에 발판이 어떤 것인지 확인을 한다.
발판을 다음과 같다. 왼쪽으로 시작:
- 아래 왼쪽
- 왼쪽
- 위 왼쪽
- 아래
- 가운데
- 위
- 위 오른쪽
- 오른쪽
- 아래 오른쪽

또한 발판에 각각 다른 색도 칠해져 있다. 다음과 같다.
- 양쪽 아래 대각선 - 파랑
- 왼쪽과 오른쪽 - 녹색
- 양쪽 위 대각선 - 빨강
- 위와 아래 - 노랑
- 가운데 - 분홍

## 버전
테크노 모션의 버전은 단 2가지이다. 초대 버전과 The 2nd Dance Floor이 그것이다. 초대 버전은 부제가 없으나, 두 번째 버전은 'TechnoMotion: The 2nd Dance Floor'라고도 부른다.